# Procambarus mexicanus
Procambarus mexicanus är en kräftdjursart som först beskrevs av Wilhelm Ferdinand Erichson 1846.  Procambarus mexicanus ingår i släktet Procambarus och familjen Cambaridae. IUCN kategoriserar arten globalt som livskraftig. Inga underarter finns listade i Catalogue of Life.